# Kallawaya
Les kallawayas sont une population andine spécialisée dans la pratique de la médecine traditionnelle. Ce sont des guérisseurs itinérants. Selon les interprétations et la langue employée (quechua ou aymara), le terme signifie « pays des médecins », « habitants de la terre sacrée » ou « porteurs de médicaments ». « La cosmovision andine des Kallawaya » a été inscrite en 2008 par l'UNESCO sur la liste représentative du patrimoine culturel immatériel de l’humanité (originellement proclamé en 2003) pour la Bolivie.

## Médecin du corps, guérisseur de l'âme
Les kallawayas sont connus pour être des voyageurs énigmatiques, portant croix d’argent et sacs chargés de plantes décorés avec des monnaies. Leur réputation est celle de sages médecins aux pouvoirs magiques, de gitans des Andes, de sorciers lisant l’avenir. Les kallawayas suscitent la crainte et l’admiration. Le mystère sur les kallawayas est renforcé par la langue propre aux hommes médecins.
Beaucoup de questions se posent sur leurs origines, leur relation avec les Incas, leur culture, leur cosmovision ; quelques réponses ont été apportées dans les années 1960 par des chercheurs boliviens comme Oblitas Poblete, Otero ou le Français Louis Girault.
Les recherches sur le volet ethnologique et ethnomédecine ont été réalisées par le Bolivien Bastien (70-80) et l’Allemande Ina Rösing (87-90), mais la question des origines des kallawaya n’a pas été abordée. Toutefois, ces chercheurs donnent une définition commune sur le terme kallawaya, à savoir :
- Un homme médecin originaire de la région ;
- Avec de grandes connaissances des plantes médicinales ;
- Voyageurs itinérants dispensant ses soins ;
- Dont ses savoirs lui ont été transmis de manière empirique ;
- Qui maîtrise le machay jujay (langue propre aux kallawayas)[2] ;
- Et les rituels de guérison.

Si cette définition était valable dans les années 1960, 70, elle ne l’est plus tellement au début du troisième millénaire. Tous les Kallawayas actuels ne maîtrisent pas les savoirs des plantes de manière égale, ne dispensent qu'assez peu ou plus du tout leurs soins de manière itinérante et tous ne parlent pas leur langue sacrée. Il y a aujourd'hui beaucoup de « naturistas » basés à La Paz ou dans les grandes villes. Les apports du français Thierry Saignes (1983-1991) ont pu éclairer l’Histoire des kallawayas, en particulier en soulevant l’existence d’un ancien territoire préhispanique, remodelé par les Incas dans l’ancienne province Incaïque Calabaya ainsi que les travaux de Torero (1987) sur la composition de la langue kallawaya, mélange de puquina et de quechua.

## Celui qui porte les plantes sur son dos
Situé au nord de la Bolivie, province Bautista Saavedra, ce sont les médecins voyageurs qui sont à l’origine du nom de la population Kallawaya : Kallawaya signifie  en quechua "celui qui porte des plantes sur le dos". Ils sont connus depuis toujours pour avoir été les médecins officiels de la noblesse Incaïque, et pour leurs voyages à travers le monde andin, et au-delà, pour soigner, guérir, échanger ou vendre leurs préparations. Aujourd’hui, les Kallawaya ont une pratique et une connaissance plus ou moins importante de l’usage des plantes, des rituels de soins et de la cosmovision qui leur est propre. Les Kallawayas, comme beaucoup de peuples andins, dialoguent avec les éléments naturels. Ils savent écouter et interpréter les manifestations et les changements de la nature. Les manifestations physiques, comme les changements de couleurs de la montagne, la présence de tel ou tel oiseau, la disposition des étoiles... sont des repères pour la vie de tous les jours. La nature immense de la cordillère des Andes abrite des divinités et des esprits. Quand ceux-ci se manifestent, les hommes savent leur parler, pour apaiser leur colère ou solliciter une faveur par les prières, les rituels, la musique, les dons partagés…La Pachamama, la «Terre Mère» en Quechua, est la source de toutes les formes de vie. L’Homme n’est qu’un prolongement naturel de la Pachamama.

## Le concept de santé chez les Kallawaya
Pour les Kallawaya, la santé (bonne ou mauvaise) est un état global de l’être où se mélange la psychologie et le physique de l’individu, et la relation de ce même individu avec son environnement social et naturel. La santé serait donc un état complet à travers lequel l’homme peut s’exprimer conjointement aux autres Hommes.
Dans le monde Andin, la définition de la santé vient d’une analogie entre le corps humain et les différents aspects de la Nature. C’est un bien-être où nous retrouvons un équilibre entre l’homme et la terre, les animaux, les communautés, l’accomplissement et le respect des coutumes.
C’est à partir de ce concept que la santé se décline comme un facteur d’intégration de l’individu.

## Environnement  et  santé
En Bolivie, la région Kallawaya s’étale sur trois niveaux écologiques :
- A. Les forêts subtropicales, 1700–2700 m d’altitude (pre-yungas) où l’on cultive agrumes, coca, canne à sucre…
- B. Les hautes vallées, 2700–3800 m d’altitude où l’on trouve céréales, légumes et plusieurs sortes de pommes de terre. (Villages Kallawaya)
- C. L’altiplano, 3900–4400 m d’altitude, zone désertique et aride où l’on pratique l’élevage de lamas et d’alpacas.

Un des aspects fondamentaux de la culture Kallawaya est l’étroite relation entre les villages de ces étages écologiques et les échanges que les habitants de ces villages réalisent entre eux, non seulement sur les plans social et économique, mais aussi sur le plan des rituels. La vision Kallawaya de la santé est fortement liée à une alimentation de produits venant d’altitudes et climats différents, et aux relations avec les paysans d’où proviennent ces aliments.

## La santé: un équilibre  difficile  entre l’homme et la terre
Pour les Kallawaya, chaque élément de la nature est une personne à part entière, et a une identité propre. Les montagnes, les lacs, la pluie, le soleil, les plantes, les animaux... etc., tous sont des éléments vivants. Ils ont un nom, une famille, une maison... Certains de ces sites naturels sont des lieux sacrés.
D’après les Kallawaya pour être en bonne santé, "il faut donner à manger la montagne". C’est une image qui montre la recherche d’un équilibre vital entre les Hommes et la Terre au travers des rituels et des offrandes, sorte de repas donné à la Pachamama. Dans ces rituels, les trois niveaux écologiques sont représentés : Fœtus et graisse de lama pour l’altiplano, des œillets pour les hautes vallées, du coton et des feuilles de coca pour la région subtropicale. Chaque étage écologique doit être représenté par un groupe d’aliments pour que la montagne soit satisfaite est donne la santé aux hommes.
Au-delà de l’aspect ethno-folklorique du concept de santé, cette relation symbolique entre les hommes et ces niveaux écologiques offre une alimentation relativement complète et variée, facteur fondamental pour prévenir les maladies.
En effet, c’est bien dans la prévention que se situe toute la force de la médecine Kallawaya. Ainsi, l’origine de la maladie ne se cherche pas uniquement dans l’organisme du patient, mais dans l’ensemble de ses relations avec son travail, sa famille, ses activités quotidiennes…